# Joseph von Leithner
Joseph Leithner, seit 1813 Freiherr von Leithner (* 1743 in Arad, Königreich Ungarn; † 24. oder 27. Februar 1822 in Wien) war ein Bergbauingenieur während der Habsburgermonarchie.

## Leben

### Familie
Joseph von Leithner war der Sohn eines Feldarztes; er hatte noch zwei Schwestern. Nach dem frühen Tod seines Vaters zog die Familie zur Verwandtschaft nach Idria.
Er war mit Barbara von Gersdorff († 1822) verheiratet; ihr gemeinsamer Sohn war Franz Xaver von Leithner (1783–1855), Generaldirektor der k. k. Salmiak-, Vitriolöl- und chemischen Produktionsfabrik, in der der Urin der Gaststätten der Umgebung verarbeitet wurden, in Nussdorf bei Wien.

### Werdegang
Joseph Leithner besuchte das Gymnasium (heute Theoretisches Lyzeum Adam Müller-Guttenbrunn) in Arad und wurde 1760 als Bergjunge des zweitgrößten Quecksilberbergwerks der Welt in Idria eingestellt.
Von 1764 bis 1769 besuchte er als Bergwerkspraktikant die Bergschule Schemnitz und hörte unter anderem Vorlesungen bei Nikolaus Joseph von Jacquin und Nicolaus Poda von Neuhaus und wurde darauf Schachtmeister im Quecksilberbergwerk in Idria. In Anerkennung seiner Leistung und Erfolge trat er als Oberbergamts-Assessor in die Verwaltung des Bergwerks ein.
Nachdem er 1780 in bergmännisch-technischer als auch in staatswirtschaftlicher Hinsicht pfalzbayerische und nassauische Steinkohlen- und Quecksilber-Bergwerke besucht hatte, übernahm er im darauffolgenden Jahr als Administrator des Eisenwerkes und der Fiskalherrschaft der Burg Hunedoara, in der sich das Montan-Amt befand, in Siebenbürgen und verlieh dort der Eisengewinnung, unter anderem durch die Einführung von Hochöfen und des Einsatzes des deutschen Frischverfahrens neue Impulse. Durch seine Neuerungen war Siebenbürgen in der Lage, ihre Sensen und Sicheln selbst herzustellen und sie nicht mehr aus der Steiermark zu beziehen; bis dahin wurde das Eisen als Erz oder Roheisen aus Siebenbürgen ausgeführt.
Während des Ausbruchs des Horea-Aufstands in Siebenbürgen 1784 tat er sich besonders hervor, indem er durch seine Festigkeit und Umsicht vollkommene Ruhe im Distrikt aufrechterhielt und 185 Personen, die zu ihm geflüchtet waren, in die Burg aufnahm und für den Zeitraum des Aufstands beschützte. Aufgrund dieser Handlung verliehen die siebenbürgischen Stände ihm und seiner Familie das Indigenat.
1785 wurde er als Hofkammer-Kommissar nach Idria gesandt, um die Gewinnung und Produktion von Quecksilber im Rahmen der Exportverträge mit Spanien zu leiten. Er stellte in den darauffolgenden Jahren seinen technischen Sachverstand unter Beweis. Indem er neue Quecksilber-Brennöfen konstruierte, die Aufbereitung des Quecksilbers verbesserte, Hammerwerke einführte und eine neue Sensenfabrik errichtete. So konnte er die Produktion um das Fünffache steigern und die Herstellungskosten verringern. Weiter errichtete er eine Präzipitat-, Sublimat- und eine Zinnoberfabrik, deren Erzeugnisse sich an Aussehen und Qualität mit den holländischen Produkten messen lassen konnten und Österreich in die Lage versetzte, diese Artikel nicht mehr gegen hohe Zahlungen, wie seit zweihundert Jahren, einführen zu müssen.
1786 erfolgte seine Ernennung zum Thesaurariatsrat (siebenbürgische Schatzkammer) und, nach deren Auflösung, wurde er 1787 siebenbürgischer Gubernialrat.
Aufgrund seiner Verdienste wurde Leithner mit Diplom vom 27. Jänner 1790 durch Kaiser Joseph II. in den Adelsstand des Heiligen Römischen Reiches erhoben, ferner 1791 zum Wirklichen Hofrat ernannt und zum Nachfolger des verstorbenen Mineralogen und Metallurgen Ignaz von Born bei der montanistischen Abteilung der k. k. Allgemeinen Hofkammer im Münz- und Bergwesen ernannt.
Zwischen 1792 und 1800 stand er im Briefwechsel mit dem Naturforscher Sigmund Zois von Edelstein.
Auf ausdrücklichen Befehl des Kaisers wurden ihm das krainische Bergwesen, die ärarischen Fabriken und 1799 das Referat in Münzsachen übertragen; die erkannten Mängel ließ er umgehend durch Reformen beheben.
Unter seiner Leitung waren beide Bereiche sehr erfolgreich geworden und leiteten die Industrialisierung in der Monarchie im Sinne des Merkantilismus ein; hierbei gingen seine Begabungen über das eigentliche Montanwesen hinaus. So entstanden chemische und Glasfabriken, er verbesserte unter anderem den Salzbergbau in Tirol, das Bergwesen in Vorderösterreich, das Berg-, Hütten-, Forst- und Wirtschaftswesen im damaligen oberungarischen Bergdistrikt Schmöllnitz und im niederungarischen Schemnitz. Dazu entwickelte er die steirische Messingproduktion weiter, es gelang auch das Ausscheiden des Kupfers aus dem Metall für Kanonen durch einen einfachen Abdarrungsprozeß, die in der Vergangenheit bereits erfolglos in Frankreich angewandt und dann nach der Leithner’schen Methode dort nachgeahmt wurde. Dazu kam die Entwicklung eines Verfahrens zur Umprägung einer Münzgattung nach einem anderen Münzfuß und Nennwert, ohne umschmelzen zu müssen; diese Erfindung nutzten die Engländer später zur Umprägung der spanischen Piaster in englische Münzen.
Auf seinen Vorschlag hin wurden die k. k. Salmiak-, Vitriolöl- und chemische Produktionsfabrik in Nussdorf und die mit Steinkohle betriebene Glasfabrik in Sagor in Unterkrain errichtet sowie in der Messingfabrik in Frauenthal in der Steiermark solche Verbesserungen angebracht, dass die Erzeugung der Produkte verdoppelt und der Gewinn sogar verdreifacht werden konnte.
Als es 1830 zu einem großen Grubenbrand in Idria kam, wurde Joseph von Leithner mit unumschränkter Vollmacht dorthin gesandt, und er konnte, mit Unterstützung des Grafen Rudolph von Wrbna, durch entsprechende Maßnahmen den Brand eindämmen und so das Werk retten.
Es war das Verdienst Joseph von Leithners als vorläufiger Vizepräsident der Montan-Hofkammer, dass die Berg- und Hüttenwerke sowie das Münzwesen und die Rüstungsbetriebe während der Napoleonischen Kriege weitgehend reibungslos arbeiten konnten; hierzu wurde die Montan-Hofkammer 1805 nach Neusohl verlegt.
1806 erfolgte seine Beförderung zum Wirklichen Vizepräsidenten und Geheimrat; somit leitete er das gesamte Montanwesen der Monarchie. Per Diplom vom 6. April 1813 wurde er durch Kaiser Franz I. in den Freiherrnstand des Kaisertums Österreich erhoben.
Nachdem er 1816 in den Ruhestand getreten war, wurde die Montan-Hofkammer mit der allgemeinen Hofkammer zusammengelegt.

## Ehrungen und Auszeichnungen
- 1785 erhielt Joseph von Leithner und seine Familie von den siebenbürgischen Ständen das Indigenat verliehen.
- Adelsstand des Heiligen Römischen Reiches (Diplom vom 27. Jänner 1790) durch Kaiser Joseph II.
- Freiherrnstand des Kaisertums Österreich (Diplom vom 6. April 1813) durch Kaiser Franz I.[6]